# 朝阳楼
朝阳楼原名迎晖门，亦称东门楼，位于云南省红河哈尼族彝族自治州建水县临安鎮朝陽樓社區，建于明朝洪武二十二年（1389年），为当时建水城的东城门楼。朝阳楼与北京天安门的建筑风格类似，有“小天安门”之称。
楼有三层，由48根合抱粗的大木柱和许多粗大的楹梁接合形成坚固的构架，再以砖石砌成城墙及城门。楼高24.5米，进深12.31米，面阔26.8米，面积414平方米，五开间，三进间，迥廊周通，三重檐歇山式屋顶。在顶层檐下，东面悬有清代书家“雄镇东南”几个大字。西面悬摹唐朝书法家草圣张旭“飞霞流云”狂草榜书。2006年被中国国务院批准列入第六批全国重点文物保护单位。

## 圖片

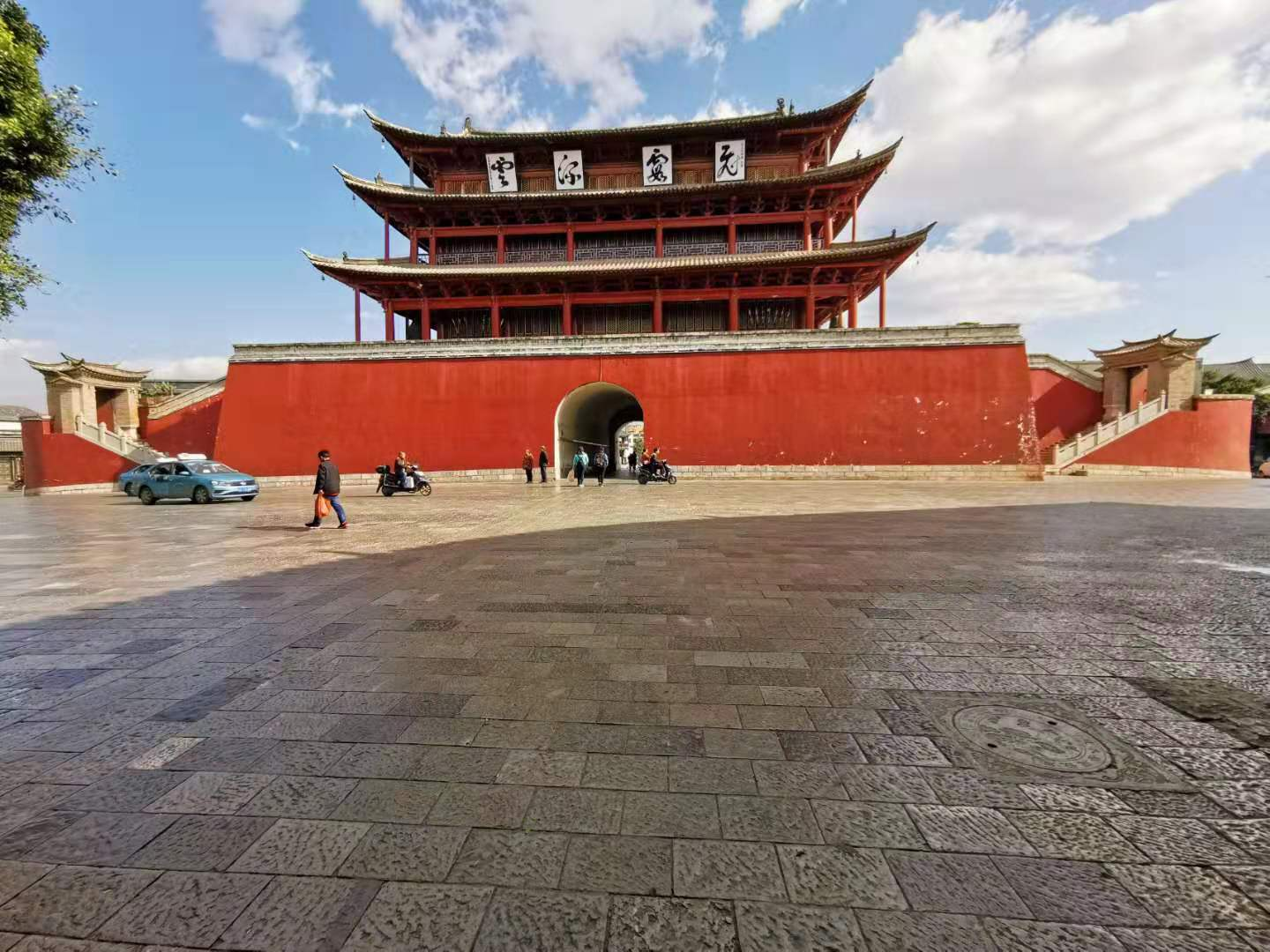
朝陽樓西面。唐朝書法家草聖張旭「飛霞流雲」狂草榜書臨摹。